# Piotr Nurowski
Piotr Jan Nurowski (20 de junho de 1945 — 10 de abril de 2010) foi um tenista e dirigente esportivo polaco.
Foi uma das vítimas do acidente do Tu-154 da Força Aérea Polonesa.